# パトリック・ステュービング
パトリック・ステュービング（Patrick Stübing、1977年 - ）は、2001年から、実妹のスーザン・カロリュースキと交際していたドイツの錠前屋。二人の間からはエリック、サラ、ナンシー、ソフィアの4人の子供が生まれた。
近親相姦罪で有罪になってしまったが、服役後に兄がこのような刑罰規定はおかしいのではないかと違憲訴訟を行ったため、ドイツで「実の兄妹間の性交渉」に関する議論が巻き起こった。

## 概要
ステュービングは貧しい家庭の8人の子供のうち3番目に生まれた。彼はアルコール依存症の父親にナイフで傷つけられながら3歳まで育てられた。その後、ステュービングは児童養護施設に引き取られ、7歳の時にポツダムに住んでいた里親の養子となった。1984年、両親の離婚が確定した日に彼の妹が生まれた。ステュービングは2000年に23歳になるまで、母親と実の妹に会うことはなかった。ステュービングによると、彼と妹の近親相姦関係は、彼らの母親が2001年に心臓発作で死亡した六か月後に始まった。
カロリュースキは精神に問題を抱えており、読み書きが少ししかできず、2001年10月にステュービングとの最初の子供を産んだ時点で16歳だった。この関係は、最初の子供が生まれた時点で発覚した。
彼らの関係から、法的な議論が進められ、ドイツ政府諮問機関の倫理委員会は2014年9月24日に、同意に基づいた兄妹間の性交渉に対する刑罰を廃止するべきという勧告を行った。